# パース移民収容センター
パース移民収容センター（Perth Immigration Detention Centre）は、西オーストラリア州、パース空港近郊に位置する1981年設置の入国者収容所。

## 参照
1. ↑  Services-Detention Services-Managing Australia's Borders

座標: 南緯31度55分55秒 東経115度57分22秒 / 南緯31.932度 東経115.956度